# Кудряков, Вадим Сергеевич
Вадим Сергеевич Кудряков (укр. Вадим Сергійович Кудряков; род. 19 мая 1994 года) — украинский и российский боксёр. Мастер спорта Украины, мастер спорта России международного класса (2018), заслуженный работник физической культуры Республики Крым (2017).

## Карьера
Воспитанник керченской школы бокса, первый тренер — заслуженный тренер Украины Виктор Дубин. Переехав в Симферополь, где закончил Крымское высшее училище олимпийского резерва, стал тренироваться у Ивана Вагнера и Ивана Карандея.
Двукратный чемпион Украины среди юношей (2007 и 2008 годы), победитель турнира братьев Кличко 2012 года. Выступал за сборную Украины на чемпионате мира 2013 года (в предварительном раунде проиграл россиянину Белику Галанову) и Европы 2013 года (проиграл в 1/4 финала англичанину Джеку Бейтсону), а также во Всемирной серии бокса.
На чемпионате России 2016 года победил в категории до 52 кг. В финале он победил Вячеслава Ташкаракова (Новосибирская область).
В октябре 2016 года стал победителем в весовой категории до 49 килограмм на чемпионате мира по боксу среди студентов, прошедшем в Таиланде, выиграв до этого и чемпионат России среди студентов в Ялте.
В 2017 году выиграл международный турнир памяти Магомед-Салама Умаханова в Каспийске и стал чемпионом России.
На чемпионате России 2018 года стал бронзовым призёром.
В середине ноября 2019 года, на чемпионате России, который проходил в Самаре, завоевал бронзовую медаль. 